# Diwytschky
Diwytschky (ukrainisch Дівички; russisch Девички Dewitschki) ist ein Dorf im Südosten der ukrainischen Oblast Kiew mit etwa 2000 Einwohnern.
Das Dorf wurde 1631 zum ersten Mal schriftlich erwähnt und liegt am Nordufer des Flusses Karan (Карань), 39 Kilometer südöstlich der Rajonshauptstadt Boryspil und 69 Kilometer südöstlich der Oblasthauptstadt Kiew.

## Verwaltungsgliederung
Am 4. August 2017 wurde das Dorf zum Zentrum der neugegründeten Landgemeinde Diwytschky (Дівичківська сільська громада/Diwytschkiwska silska hromada). Zu dieser zählen auch die 6 in der untenstehenden Tabelle aufgelisteten Dörfer, bis dahin bildete es die gleichnamige Landratsgemeinde Diwytschky (Дівичківська сільська рада/Diwytschkiwska silska rada) im Westen des Rajons Perejaslaw-Chmelnyzkyj.
Am 17. Juli 2020 kam es im Zuge einer großen Rajonsreform zum Anschluss des Rajonsgebietes an den Rajon Boryspil.
Folgende Orte sind neben dem Hauptort Diwytschky Teil der Gemeinde:
| Name                     | Name       | Name                     |
| ukrainisch transkribiert | ukrainisch | russisch                 |
| ------------------------ | ---------- | ------------------------ |
| Hretschanyky             | Гречаники  | Гречаники (Gretschaniki) |
| Jerkiwzi                 | Єрківці    | Ерковцы (Jerkowzy)       |
| Kawkas                   | Кавказ     | Кавказ                   |
| Kowalyn                  | Ковалин    | Ковалин (Kowalin)        |
| Stowpjahy                | Стовп'яги  | Столпяги (Stolpjagi)     |
| Wessele                  | Веселе     | Весёлое (Wessjoloje)     |